# Serphites
Serphites is een geslacht van vliesvleugeligen uit de familie Serphitidae. De wetenschappelijke naam van dit geslacht is voor het eerst geldig gepubliceerd in 1937 door Brues.

## Soorten
Het geslacht Serphites omvat de volgende soorten:
- Serphites bruesi McKellar & Engel, 2011
- Serphites dux Kozlov & Rasnitsyn, 1979
- Serphites gigas Kozlov & Rasnitsyn, 1979
- Serphites hynemani McKellar & Engel, 2011
- Serphites kuzminae McKellar & Engel, 2011
- Serphites lamiak Ortega-Blanco, Delclòs, Peñalver & Engel, 2012
- Serphites paradoxus Brues, 1937
- Serphites pygmaeus McKellar & Engel, 2011
- Serphites silban Ortega-Blanco, Delclòs, Peñalver & Engel, 2012